# 第一興商
株式会社第一興商（だいいちこうしょう、英: DAIICHIKOSHO CO., LTD.）は、東京都品川区に本社を置く業務用カラオケ・コンテンツ関連企業。
業務用通信カラオケならびにカラオケボックス事業では業界最大手。通信カラオケシステムDAMを開発・運用する。また直営カラオケボックス「カラオケ ビッグエコー」などの店舗を運営する。衛星放送事業にも参入しており、レコード会社を子会社として傘下に収めている。
社是は「もっと音楽を世に、もっとサービスを世に」。

## 沿革
- 1971年3月 - 保志忠彦が東京都調布市に保志商店を創業し、音響機器の販売開始[2][3]。
- 1976年2月 - 休眠会社だった株式会社ニットー（1973年4月16日設立）の事業目的を変更して保志商店の事業を承継。商号を「株式会社第一興商」に改め、東京都中野区で業務用カラオケ事業を開始（当時は8トラックテープ）[2][3]。
- 1978年10月 - 東京都八王子市に初の販売子会社・株式会社コスモ（現：株式会社静岡第一興商）を設立[2]。
- 1982年6月 - 東京都中野区に本社ビルを新築し本社を移転[2]。
- 1983年 - 業務用CD・LDカラオケシステムを発売[2]。
- 1988年9月 - 当時、株式会社九州第一興商の代表取締役であった創業メンバーの1人、川上喜一郎他数名のメンバーで、直営カラオケルーム店舗「ビッグエコー」1号店となる「ビッグエコー二又瀬店」を福岡県福岡市に開店[2][4][5]。当時のカラオケボックスに多かったコンテナを利用した12室の店舗であった[4]。
  - 1号店を可部店（広島市安佐北区）とする文献もある[3]。
- 1989年1月 - 東京都品川区に本社ビルを新築、本社を移転（現本社）[2]。中野区の前本社ビルは「DK中野ビル」となる。
- 1991年1月 - ビルインタイプ店舗第1号「ビッグエコー三軒茶屋店」を東京都世田谷区に開店[4]。
- 1993年7月 - 郊外大型店舗第1号「ビッグエコー in モナコ店」[6] を茨城県つくば市に開店[2]。
- 1994年4月 - 業務用通信カラオケシステム「DAM（DAM-6400）」発売[2]、通信カラオケ用MIDI音源の配信開始[2]。
- 1995年9月 - 日本証券業協会（現・ジャスダック）に株式を店頭登録[2]。
- 1996年10月 - 衛星デジタル放送「パーフェクTV!」（現・スカパー!）に参画し、委託放送事業を開始[2]（のちに衛星役務利用放送へ移行）。
- 1997年
  - 第一興商の100%出資によるレコード会社「ガウスエンタテインメント」を設立（のちに子会社化した徳間ジャパンコミュニケーションズの一レーベルとなる）。
  - 10月 - ビル一棟型店舗第1号「ビッグエコー数寄屋橋店」を銀座に開店[4]。
- 2000年
  - 3月 - 携帯電話向け着信メロディ配信サービスを開始[2]。
  - 6月 - インターネットストリーミングカラオケ「カラオケ@DAM」配信開始[2]。
- 2001年
  - 7月 - 日本クラウンを株式持分比率増加により子会社化[2]。
  - 10月 - 徳間書店から、子会社の徳間ジャパンコミュニケーションズの全株式を譲受し完全子会社化[2]。
- 2003年
  - 6月 - 創業メンバーの1人である、保志忠彦が代表取締役社長を退き、代表取締役会長に就任。（創業メンバーは、主力が7人である）
  - 10月 - 「メルダック」などのレーベルを擁していたトライエムを買収し完全子会社化。
- 2005年
  - 6月 - 創業者の保志忠彦が代表取締役会長を退き、代表権のない名誉会長に就任。
  - 7月 - 飲食複合店舗第1号「ビッグエコー浜松町駅前店」を東京都港区に開店[4]。
  - 7月21日 - 音楽ソフト事業子会社を再編。主な再編内容は徳間ジャパンコミュニケーションズを参照。
- 2006年
  - 5月 - 徳間ジャパン・日本クラウンなどの音楽ソフト事業子会社と自社の同事業本部を、東京都渋谷区の東建インターナショナルビルに集約。
  - 10月 - カラオケ店チェーン「カラオケバンバン」を全国展開するシン・コーポレーションと資本・業務提携、同社を持分法適用関連会社とする（のちに2008年6月の株式一部売却により関連会社ではなくなる）。
- 2008年
  - 9月14日 - ビッグエコー開業20周年を迎える[4]。
  - 12月 - カラオケSNS「DAM★とも」を開設[2]。
- 2009年6月 - 創業者の保志忠彦が代表取締役会長に復帰、同年9月には会長兼社長となる[7][8]。
- 2010年
  - 4月 - ジャスダックに株式上場[2]。
  - 6月 - 埼玉県でカラオケ居酒屋「祭一丁」を運営するベスタ・フーズを子会社化[2][9]（翌2011年8月に吸収合併[2]）。
- 2011年
  - 5月 - ビッグエコー公式Twitterアカウントを開設[10]。
  - 6月 - 創業者の保志忠彦が代表取締役会長兼社長を退き、代表権のない取締役会長に就任[11]。
- 2014年2月 - 四国で「カラオケ バナナクラブ」を運営する株式会社アドバン、有限会社ゴールドを子会社化[2]（翌2015年5月に吸収合併[2][12]）。
- 2015年12月- 東京証券取引所市場第一部に市場変更[2]。
- 2017年6月 - 「カラオケマック」を運営するAirsideを子会社化[2][13][14]。
- 2018年
  - 9月14日 - ビッグエコー開業30周年を迎える[5][15]。旗艦店「ビッグエコー渋谷センター街本店」を開店[16]。
  - 9月20日 - ビッグエコー全店でdポイントが利用可能となる。カラオケボックスチェーン店としては初[17]。
- 2019年
  - 5月28日 - ビッグエコー全店でQRコード決済8種類が利用可能となる（d払い、楽天ペイ、PayPay、LINE Pay、メルペイ、au PAY、Alipay、WeChatPay）[18]
  - 9月1日 - ビッグエコー全店で障害者割引サービスを開始[19]。障害者手帳（身体障害者手帳、療育手帳、精神障害者保健福祉手帳）の提示により、本人および同一グループ全員の室料が半額となる（会員料金、学生割引、シニア割引、フリータイム料金と併用可能）[20]。
  - 12月6日 - 大人向けの高級カラオケルーム新業態「VIGO（ヴィゴー）銀座コリドー街店」[21] を銀座8丁目に開店[22]。
- 2020年
  - 4月8日 - 7日に発令された新型コロナウイルス感染症の流行による政府の緊急事態宣言を受け、ビッグエコー全店で臨時休業[23]。
  - 5月7日 - 4日に発表された緊急事態宣言の延長を受け、ビッグエコー全店で臨時休業を延長[23]。
  - 5月12日 - ビッグエコー、一部店舗で営業を再開。以降6月にかけて、全国の店舗で営業を順次再開[23]。
  - 5月27日 - 神奈川県内のビッグエコー店舗で、月末までに営業を順次再開[23]。
  - 6月12日 - 東京都知事による「東京アラート」解除を受け、東京都内のビッグエコー店舗で営業を順次再開[24]。これにより全国のビッグエコー店舗で営業再開となる[24]。

新型コロナウイルス感染症の流行とカラオケ産業への影響についての詳細は、日本における2019年コロナウイルス感染症による社会・経済的影響、2019年コロナウイルス感染症の流行に対する日本の行政の対応などを参照。
- 2024年
  - 3月1日 - 保有していたユニオン映画全株式をタクミ商事へ譲渡[25]。

## 事業内容

### 業務用カラオケ事業
通信カラオケDAM
業務用通信カラオケ機器。シェアは業界最多。
デンモク
検索が可能なタッチパネル式のリモコン。
DAMステーション
ブロードバンド情報端末「DAMステーション」を利用した、会員制コンテンツサービス「club DAM MEMBERSHIP」の展開。

### Web配信事業
karaoke@dam
通信カラオケDAMが自宅で練習できるインターネットカラオケサービス。
clubDAM.com
通信カラオケDAMなどの音楽情報、音楽ダウンロード、CD・DVDの販売など。SNS「DAM★とも」なども含まれる。
着信メロディ配信サイト
メロダム - 着信メロディ配信サイト。
ボイスDAM - 着信ボイス配信サイト。
SAL洋楽マニア - 洋楽専門着信メロディ配信サイト。

### カラオケ・飲食店事業

#### ビッグエコー
第一興商が展開するカラオケボックスのチェーン店。同社のカラオケ事業のメインブランドである。機種は全てDAMシリーズで統一されている。
料金体系は各店舗により異なる。一部店舗ではヒトカラ利用に対して割増料金を適用している。各店舗の詳細は公式サイト「店舗一覧」より参照のこと。
学生割引やシニア割引（60歳以上）のほか、提携割引制度があり、各種クレジットカードや会員証などの提示による割引、運転経歴証明書提示による免許返納者への割引などがある。詳細は公式サイト「提携ご優待サービス」を参照のこと。
2019年9月1日より、ビッグエコー全店で障害者割引サービスを開始した。障害者手帳（身体障害者手帳、療育手帳、精神障害者保健福祉手帳）の提示により、本人および同一グループ全員の室料が半額となる（会員料金、学生割引、シニア割引、フリータイム料金と併用可能）。障害者割引サービスはジャンカラ、カラオケ館 などでも導入しているが、割引率を大きくし割引適用人数も限定せず、同業他社との差別化を図っている。詳細は公式サイト「障害者手帳ご優待割引」を参照のこと。
店舗数は、2014年初頭にそれまで店舗数1位だった「カラオケ本舗 まねきねこ」を抜いて以降、日本最大となっている。第一興商は1990年代のカラオケボックス黎明期にも店舗数1位であったため、約20年ぶりの首位奪還となる。2016年9月には経営難に陥っていたシダックス・コミュニティーから、閉店した一部店舗を譲受した。
ビッグエコーでは、「club DAM MEMBERSHIP」の会員IDと電子マネー「楽天Edy」を一体化した会員証「BIG ECHO club DAM MEMBERSHIPカード」を発行している。発行手数料540円・年会費無料。直営・FC店問わず受付時に申込むと即時発行され、発行当日の利用から室料が20%割引となる。club DAM MEMBERSHIPへの登録完了には発行から2〜3週間かかるが、完了前でもほとんどのコンテンツを利用可能。また、クレジットカード機能付の「BIG ECHO club DAM MEMBERSHIPオリコカード」もある（以前はソニーファイナンスインターナショナルとも提携していたが解消した）。
ポイントサービス「BIG ECHOポイント」もあり、利用料金（室料＋フード・ドリンク代金）100円毎に1ポイントが加算される。貯まったポイントに応じて利用料金の値引サービス（100〜2000ポイントで100ポイント単位で使用可・1ポイント5円で最大10000円）や、カタログギフトサービス（2011年3月1日開始、600・900・1200ポイントの3コースから申込可）が受けられる。
電子マネー機能付会員証としてはセブン-イレブンの「nanaco」や、ファミリーマート（旧・サークルKサンクス）の「+K Edy-楽天ポイントカード」と基本的に同じだが、こちらはビッグエコーでの支払いに本カード内蔵Edy以外の決済方法（現金・クレジットカード・おサイフケータイなど）を用いてもポイントが加算される。全日空のマイレージサービス「ANAマイレージクラブ」の「Edyマイルプラス」にも参加しており、本カードを提示してANAマイレージクラブカード内蔵（2017年7月4日以降は発行不可）もしくはモバイルAMCアプリを登録したおサイフケータイのEdyで支払うと、BIG ECHOポイントと同時に200円毎に2マイルが加算される。
かつては「来店回数ポイント（10回来店ごとに来店回数の2倍のポイントを加算・最大200ポイント）」および「誕生日ポイント（利用料金に応じたポイントが誕生日当日は通常の3倍、誕生月内は2倍加算・2倍加算は月内であれば何度でも可）」という2種類のボーナスポイントがあった一方で、利用料金の割引は5段階のみであった（200P→600円・500P→2000円・1000P→5000円・1500P→10000円・2000P→14000円）。しかし2010年7月1日付でポイント制度が改定され、先述の割引サービス変更とともにボーナスポイントは廃止された。また、かつては会員証を忘れた場合でも本人確認と会員データベース照会によって会員登録が確認できた場合にはポイント加算・値引サービスが受けられたが、制度改定によってできなくなった（室料20%割引は受けられる）。
2020年、コロナ対応としてテレワークサービスをカラオケとは別体系の料金で、全国500店舗で行っている。

##### カラオケCLUB DAM
カラオケCLUB DAMはビッグエコーの姉妹店という位置づけであるが、店舗数は少ない。またポイントサービスや割引サービスなどの内容も、ビッグエコーとは一部異なる。

##### メガビッグ・メガカラ・ソロカラ
第一興商の直営店で2020年8月より運営。低価格に設定された店舗で近畿地方と東海地方において展開される。もともとはビッグエコーとして開店する予定であったが特に若年層向けに展開される。3店舗同時開店しいずれも元ジャンカラ跡地に開店した。同10月より2店舗が開店で1店舗はビッグエコーからの転換店舗でもう1店舗は元ジャンカラ跡地に開店した。10月以降開店の店舗は看板がメガカラとなっている。11月には競合するジャンカラ店舗および公式サイトにて注意書きがなされる事態になった。その後ライオンをモチーフにしたキャラクターの導入した。

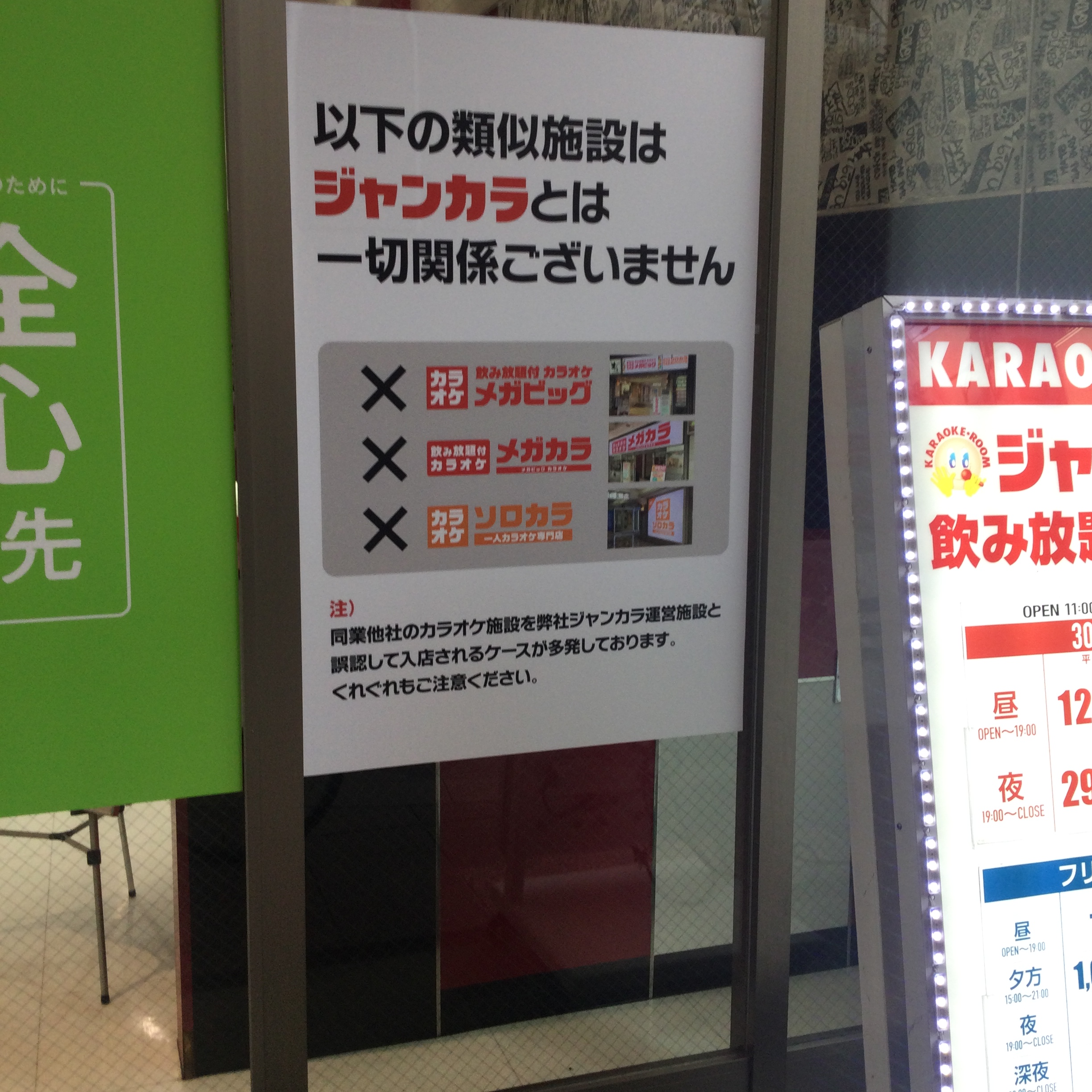
ジャンカラ店舗による類似店メガビッグについての注意書き

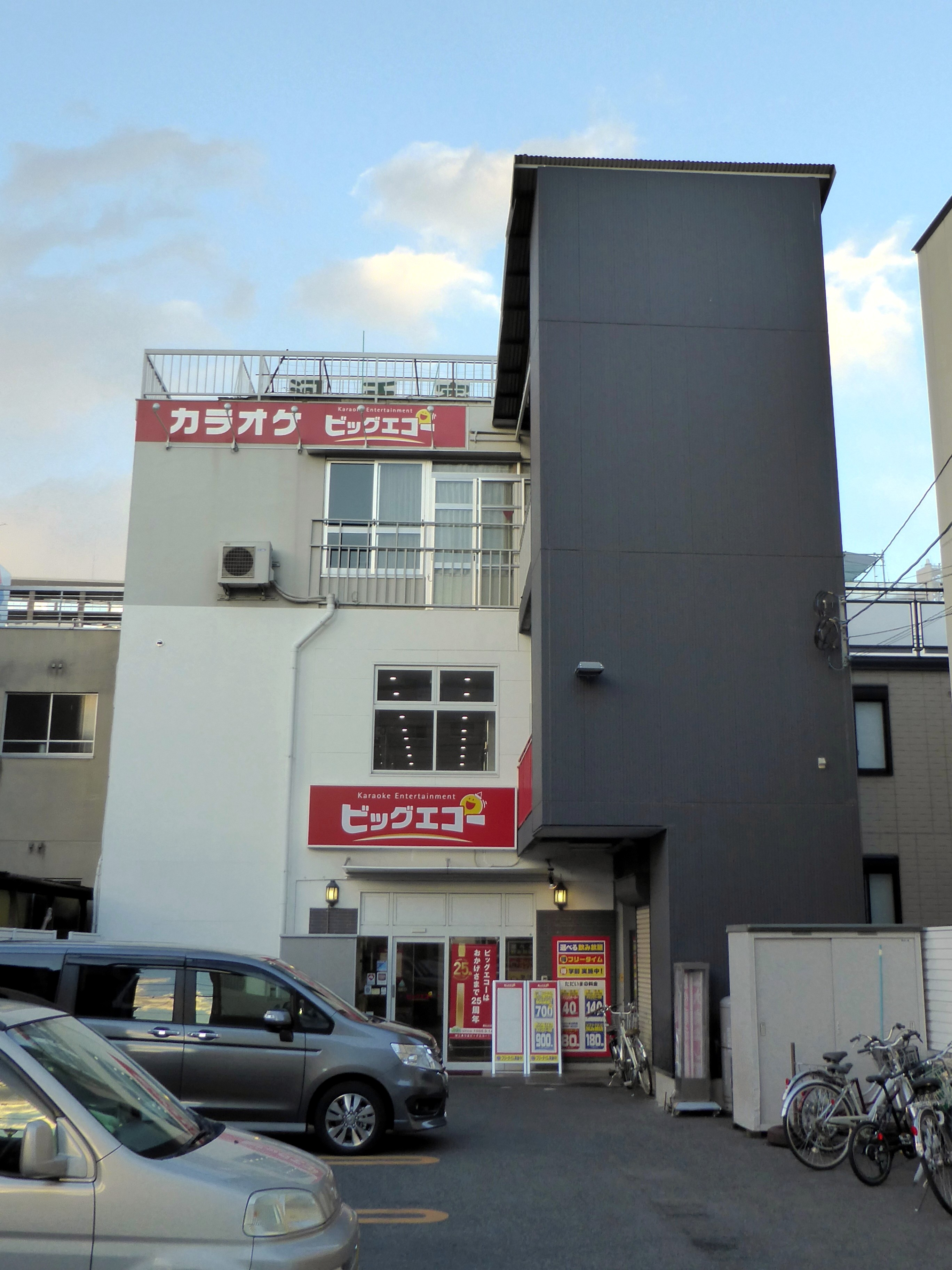
ビッグエコー甲府駅南店
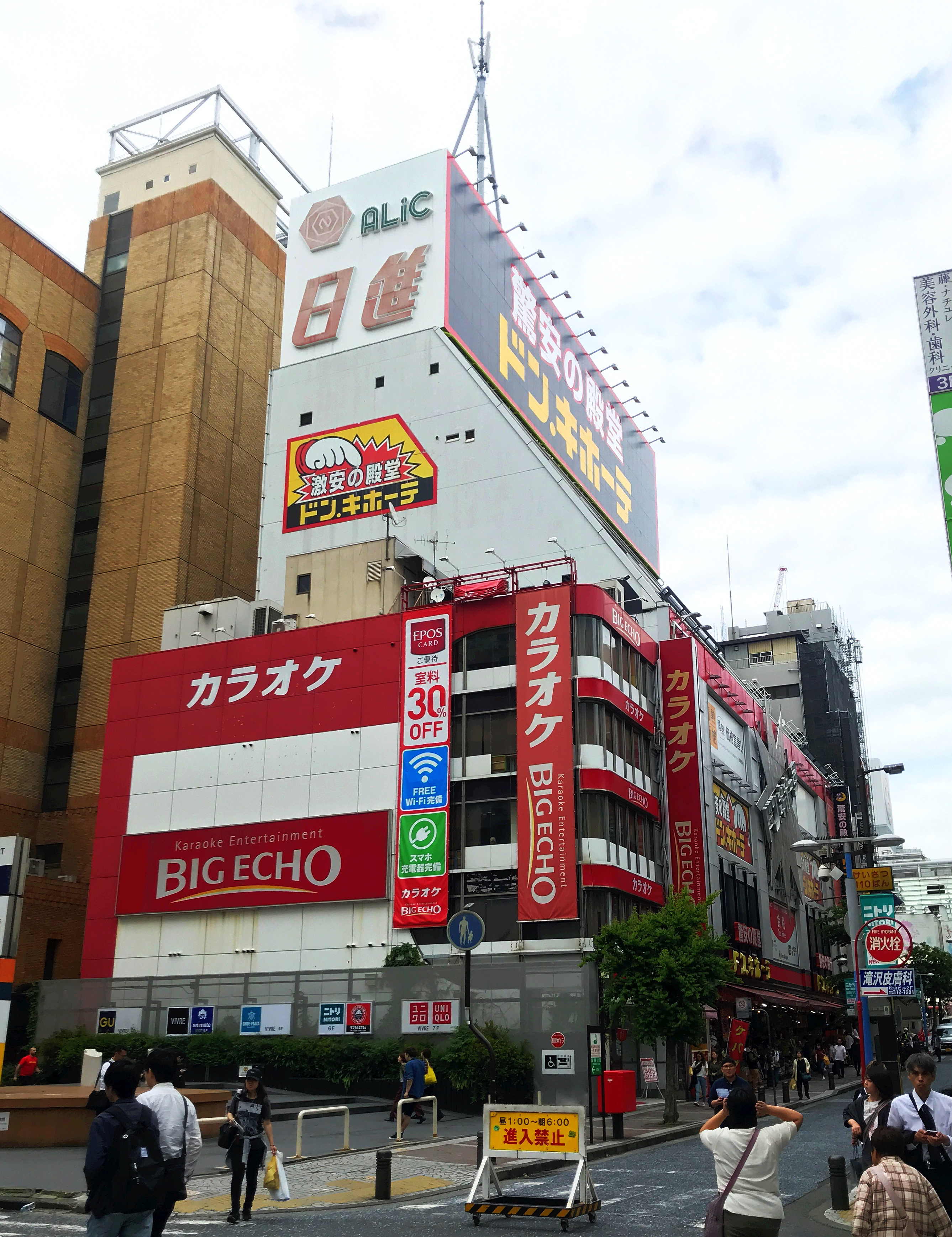
ビッグエコー横浜相鉄口駅前2号店
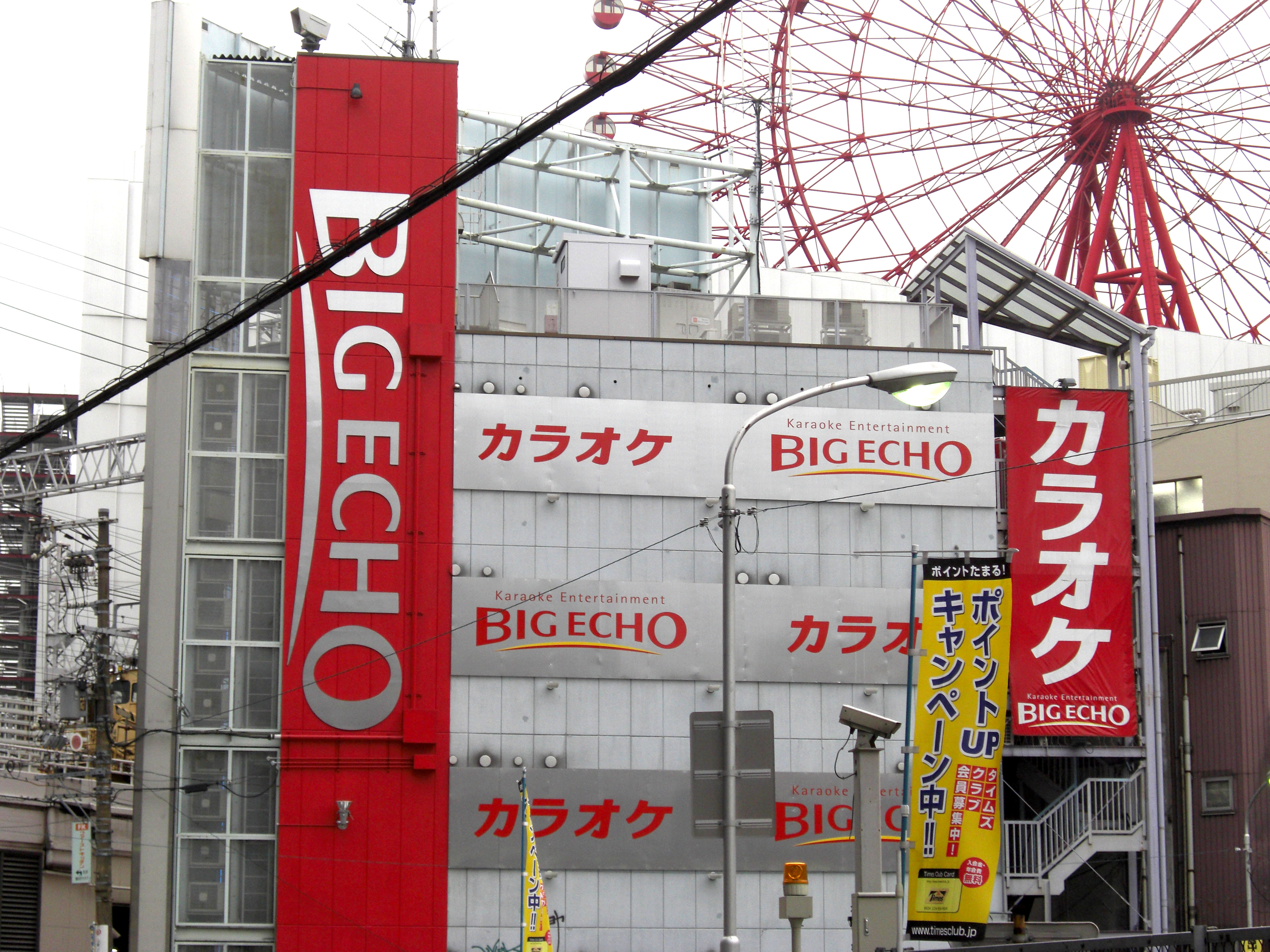
ビッグエコー茶屋町店
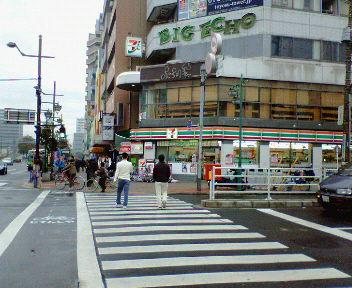
かつてあったビッグエコー豊洲店に掲げてあった旧ロゴ
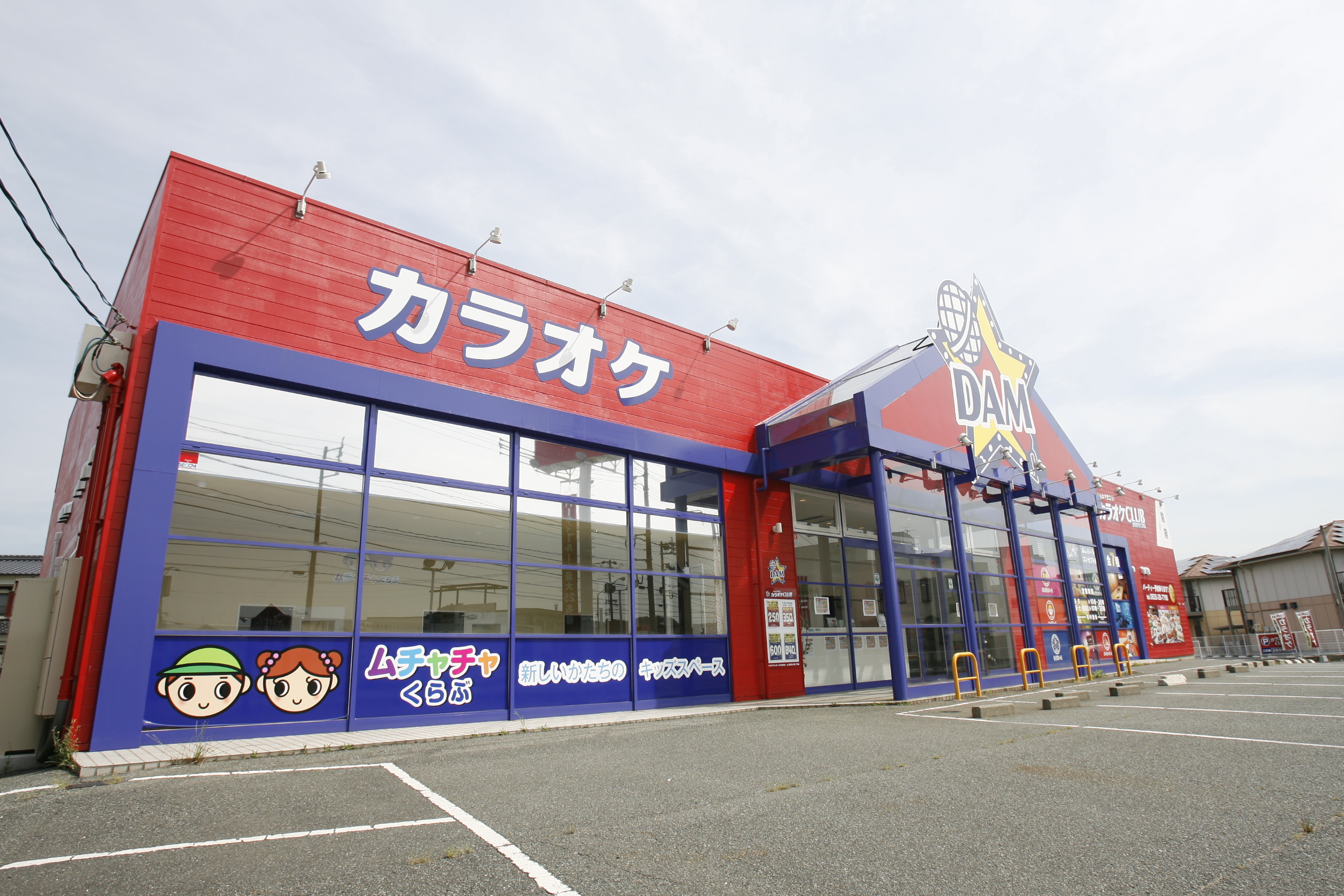
カラオケCLUB DAM防府店

#### バナナクラブ＆ビッグエコー
四国一円で展開するカラオケボックスのチェーン店。18店舗。
2015年4月までは子会社であった株式会社アドバンおよび有限会社ゴールドが運営していたが、同年5月に2社共第一興商本体に吸収合併されたのに伴い、第一興商直営となった。もともとは「カラオケ バナナクラブ」として営業しており、DAMのほか、エクシングのJOYSOUNDの機種も導入されていたが、第一興商グループ入り後にDAMの機種に統一された。
かつては「バナナクラブ ポイントカード」があり、利用料金200円毎に1ポイントが加算され、貯まったポイントは1ポイントにつき1円で割引が可能となっていたが、2015年3月末をもってサービス終了となり、全国のビッグエコーとの共通のメンバーズカードが2014年12月より導入された。

#### カラオケマック
子会社である株式会社Airsideが運営するカラオケボックスのチェーン店。
岩手・宮城・東京・埼玉・千葉・神奈川・栃木・静岡・大阪・兵庫の10都府県で展開。第一興商グループ入り以前はDAMのほか、エクシングのJOYSOUNDの機種も導入されていたが、第一興商グループ入り後にDAMの機種に統一されている。第一興商直営店にはない、タクシー・運転代行・近隣駐車場の代金割引サービスや、ブルーレイプレイヤーの貸出も行っている。

#### 飲食店
その他、飲食店舗として
- 花咲酒蔵 ウメ子の家
- 和洋創菜 びすとろ家
- 本格炙り 海と大地 楽蔵

などの店舗ブランドを展開している。

### 衛星放送事業
STAR digio
スカパー! Ch.400 - 499
100チャンネルの超短波放送チャンネル（CSデジタル音声放送）。コミュニティFMラジオ放送局の一部でもこの放送を取り上げているところがある。かつてはInterFM・SHIBUYA-FMの再送信を行っていた。
STAR☆DAM
法人や店舗等向けに、スカパー!の一部チャンネルをパッケージ化したサービス。店舗等でのBGM/BGVとしての利用を想定し、JASRACとのBGM契約等がパッケージ化されている。

### 音楽ソフト事業
レコード会社
日本クラウン、徳間ジャパンコミュニケーションズ。詳細は当該記事を参照。

### パーキングビジネス事業
ザ・パーク
コインパーキング「ザ・パーク」の展開

## 過去に行っていた事業

### 衛星放送事業
第一興商スターカラオケ
スカパー! Ch.267
カラオケチャンネル。
2012年3月31日に終了した。
第一興商スタービュー→エコミュージックTV→安らぎの音楽と風景/エコミュージックTV
スカパー! Ch.268
“癒し”をテーマとした音楽・環境映像チャンネル。
2012年3月31日に終了した。

## グループ会社

### 国内販売子会社
- 株式会社北海道第一興商
- 株式会社東北海道第一興商
- 株式会社北東北第一興商
- 株式会社東北第一興商
- 株式会社常磐第一興商
- 株式会社群馬第一興商
- 株式会社栃木第一興商
- 株式会社埼玉第一興商
- 株式会社東東京第一興商
- 株式会社台東第一興商
- 株式会社城西第一興商
- 株式会社湘南第一興商
- 株式会社新潟第一興商
- 株式会社長野第一興商
- 株式会社静岡第一興商
- 株式会社東海第一興商
- 株式会社北陸第一興商
- 株式会社京都第一興商
- 株式会社近畿第一興商
- 株式会社兵庫第一興商
- 株式会社九州第一興商
- 株式会社沖縄第一興商

### 音楽ソフト製作・販売会社
- 日本クラウン株式会社
- 株式会社徳間ジャパンコミュニケーションズ
- 株式会社トライエム
- 株式会社第一興商音楽出版
- 株式会社クラウンミュージック
- 株式会社ズームリパブリック

### その他国内子会社
- 株式会社ディーケーファイナンス
- 株式会社Airside
- 株式会社ザ・パーク
- 株式会社ネクスト50

### 海外子会社
- 株式会社韓国第一興商
- 第一興商（上海）電子有限公司
- 第一興商電子貿易（上海）電子有限公司

## 提供番組
- サンデープロジェクト - 1990年代の前期に提供開始、1990年代後期に降板。
- 日本人初!宇宙へ
- ステーションEYE - 1991年4月の放送開始からエバラ食品工業や日本ハム、レオパレス21とともに提供、末期は降板。
- 火曜サスペンス劇場
- 志村けんのだいじょうぶだぁ
- 金曜ロードショー - 1992年10月から1993年9月までの間筆頭スポンサーとして提供。
- 午後は○○おもいッきりテレビ - 90年代中盤に12時台隔日提供。
- 演歌百撰
- THE MUSIC DAY 音楽のちから
- 踊る!さんま御殿!!
- 星野源のオールナイトニッポン - 2017年2月6日から提供。
- NHKバーチャル紅白歌合戦 - 2020年1月1日に音源を提供。ただし、公共放送のためCMは放映されていない。
- NHKのど自慢 - 2023年3月をもってこれまで各地のミュージシャンを起用した上で行われていたバンド演奏を廃止したのに伴い、同年4月からカラオケ音源を提供している[33]。ただし、公共放送のためCMは放映されていない。

## 専属楽曲独占使用疑惑
1992年、エクシングの業務用通信カラオケシステムJOYSOUND（JS-1）が発売された。CDやLDを使ったカラオケシステムよりも新曲を迅速に入荷可能でなおかつ低コストで運用出来ることから、業務用カラオケシステムの主流は通信カラオケに移ろうとしていた。そして第一興商も通信カラオケシステム「DAM」の開発に乗り出すが、完成・発売までには時間がかかり、その間に顧客がJOYSOUNDに流れるのではないかという懸念があった。
そこで、居酒屋やパブ・スナックといった「ナイト市場」において歌われる事の多い「専属楽曲」の重要性に着目した第一興商は、専属楽曲のJOYSOUNDへの配信を食い止めるべく、専属楽曲を保有する大手レコード会社8社に対してJOYSOUNDを運用するエクシングへの専属楽曲開放承認を1〜3年程度遅らせるよう要請、レコード会社側もそれに応じた。その結果エクシングに対して専属楽曲の開放が承認され始めたのは、1994年4月の初代DAM「DAM-6400」発売から1年以上経った1995年7月からで、全曲開放には1997年1月までかかった。その間にナイト市場ではDAMやBeMAX'S（パイオニア・日光堂・東映ビデオ）など専属楽曲を制限なく歌える機種が広く普及し、専属楽曲の開放が遅れたJOYSOUNDは事実上ナイト市場から締め出された。こうしてJOYSOUNDは1997年、発売以来堅持してきた業界シェア首位の座をDAMに明け渡した。その後カラオケボックスなどの「デイ市場」も制したDAMは、1997年から現在まで一度も陥落することなく業界シェア首位を堅持している。
2001年、第一興商はレコード会社2社（日本クラウン・徳間ジャパン）を立て続けに子会社化した。当時第一興商は、エクシング及びブラザー工業（エクシングの親会社）と特許侵害をめぐって係争中で、11月にエクシング・ブラザー側から和解案が示された。しかし第一興商側は和解案を拒否した。
第一興商はエクシングに対し、日本クラウン及び徳間ジャパンが保有する専属楽曲計67曲の開放を2001年12月中で打ち切ると通告（契約更新拒否）。その後、第一興商の子会社・販売会社等の営業担当者をJOYSOUND設置店に出向かわせて、開放打ち切りとなる専属楽曲を設置されているJOYSOUND機器で実際に演奏し、「これらの楽曲は非許諾のもので違反であり、今後演奏できなくなる」と説明しDAMへの設置替えをさせたり、卸売業者に2社の専属楽曲リストを配布して、今後エクシングにこれらの楽曲使用を一切許諾しない意向を伝えるなどしたとされる。
エクシングからの告発を受けて、2002年10月に公正取引委員会が第一興商本社へ立入検査を実施すると、第一興商は事実を否定しながらも、再びエクシングに対する2社の専属楽曲開放を承認した。なお問題の発端となった特許侵害係争は、東京地方裁判所が2002年9月27日にエクシング・ブラザー側の請求を棄却し決着している。
このような経緯を踏まえて、2003年10月31日には公正取引委員会が私的独占の禁止及び公正取引の確保に関する法律（独占禁止法）違反（不公正な取引方法）で第一興商に排除勧告を出したが、11月10日に第一興商側が不応諾すると発表したため、12月5日に公正取引委員会は審判開始決定をした。
2009年2月16日に審判審決が行われ、「一連の行為は独占禁止法違反（不公正な取引方法）だが、当該行為は既に無くなっており再発の恐れも認められない」として、排除命令など格別の措置を命じないことを決定。第一興商側も「主張が相当程度認められた」としてこの審決を受け入れたことで、前述2件の問題については解決したとされる。しかしエクシングは2010年1月に「UGA」などを持つ業界2位のBMBを買収して同年7月に合併、また2015年4月に演歌・歌謡曲等ナイト市場において歌われる曲に強みを持つテイチクエンタテインメントの全株式をJVCケンウッドより取得し子会社化するなど（とりわけナイト市場の）シェア拡大を狙っており、両社の競争状態は続いている。